# Camagüey
Camagüey este al treilea oraș, ca mărime, din Cuba. Este situat în provincia cu același nume și are un număr de 300.000 de locuitori. Orașul a fost întemeiat de „Diego Velázquez de Cuéllar” în anul 1514 când a debarcat corabia spaniolă „Santa María del Puerto Príncipe” pe coasta de nord din apropierea portului natural Nuevitas. Așezarea a fost mutată în anul 1528 spre interiorul insulei din cauza atacurilor de pirați din Marea Caraibilor. Cu toate acestea, în anul 1668 așezarea fost incendiată de pirații lui Henry Morgan. Denumirea actuală a orașului poartă, din anul 1923, numele unei căpetenii indiene. Orașul vechi Camagüey este, după Havanna, pe locul doi în privința numărului de clădiri vechi păstrate din timpul colonial și a vaselor mari de lut (tinajones) care stau la intrarea în curțile interioare. Vasele au servit la colectarea apei de ploaie, orașul suferind întotdeauna din cauza lipsei de apă. Din anul 2008 orașul istoric vechi este declarat patrimoniu mondial UNESCO.